# Ў
Ў, ў (en cursiva Ў, ў) és una lletra de l'alfabet ciríl·lic, emprada en belarús. S'anomena 'u no sil·làbica' o 'u curta' (en belarús: у нескладовае, u nieskladóvaie; o у кароткае, u karótkaie). El seu equivalent en l'alfabet llatí és Ŭ.
Aquesta lletra no s'empra en cap altra llengua eslava. A més de les llengües no eslaves que empren l'alfabet ciríl·lic, ў és emprada en la llengua dungan i en iupik siberià. També es va utilitzar en uzbek abans de l'adopció de l'alfabet llatí el 1992.